# At Your Birthday Party
At Your Birthday Party är det tredje studioalbumet av rockgruppen Steppenwolf, och det lanserades 1969 på Dunhill Records i USA och Stateside Records i Europa. Albumet var gruppens sista som nådde topp 10-placering på amerikanska albumlistan och likväl det sista som innehöll en topp 10-singel i "Rock Me". Låten fanns även med i filmen Candy från 1968. Men även "It's Never Too Late" gjorde intrång på listorna och nådde #51 på Billboard Hot 100.
Albumomslaget skilde sig åt från de europeiska och amerikanska utgåvorna. På de amerikanska var skivomslaget utskuret i en "molnformation" i mitten så man såg ett foto på gruppen på inneromslaget. Gruppen har dukat upp till födelsedagsfirande med en tårta, och i bakgrunden syns ett nerbrunnet hus. De europeiska utgåvorna använde samma foto, men istället tog det upp hela skivomslagets framsida.

## Låtar på albumet
(upphovsman inom parentes)
1. "Don't Cry"  (Mekler)  3:11
2. "Chicken Wolf"  (Kay/Monarch)  2:58
3. "Lovely Meter"  (Mekler)  3:10
4. "Round and Down"  (Monarch)  3:19
5. "It's Never Too Late"  (Kay/Saint Nicholas)  4:07
6. "Sleeping Dreaming"  (St. Nicholas)  1:07
7. "Jupiter's Child"  (Edmonton/Kay/Monarch)  3:28
8. "She'll Be Better"  (Edmonton/Mekler)  5:32
9. "Cat Killer"  (Goadsby)  1:37
10. "Rock Me"  (Grusin/Kay)  3:45
11. "God Fearing Man"  (Monarch)  3:55
12. "Mango Juice"  (Edmonton/Goadsby/Monarch/St. Nicholas  3:01
13. "Happy Birthday"  (Mekler/oidentifierad)  2:16

## Listplaceringar
- Billboard 200, USA: #7[1]
- RPM, Kanada: #12[2]